# Мастера Слова
«М. С. — Мастера Слова» — второй студийный альбом российской рэп-группы D.O.B., выпущенный на аудиокассетах в декабре 2000 года на лейбле RAP Recordz.

## Описание
Альбом представляет из себя сборник песен, записанных Legalize'ом и Sir-J'ем с 1995 по 1999 год. В отличие от предыдущего альбома, этот альбом является русскоязычным. В записи альбома приняли участие московские рэп-группы Ю.Г., Рабы Лампы, Бланж и рэпер Джи Вилкс.
Альбом был выпущен в рамках акции лейбла RAP Recordz, «Революция свершилась», вместе с альбомами групп Ю.Г. («Дёшево и сердито») и Nonamerz («Не эгоисты»). Дистрибьюцией альбома занимался концерн Видеосервис.
В 2012 году лейбл RAP Recordz впервые опубликовал на своём сайте альбом «Мастера слова» в студийном качестве, и сделал его доступным для бесплатного цифрового скачивания.

## Критика
В декабре 2000 года лейбл RAP Recordz в пресс-релизе назвал песни с альбома «МС — Мастера Слова» «сделавшими в своё время англоязычный проект более доступным и ещё более популярным»:
Второй альбом ветеранов рэп-сцены D.O.B. «МС — Мастера Слова», записанный в классическом составе Sir-J и Legalize, включает в себя 12 русскоязычных песен, сделавших в своё время англоязычный проект более доступным и ещё более популярным. «(Все вместе) На месте», «Мастера слова», «Громче музыку, громче микрофоны» и многие другие песни, собранные на одном альбоме, подводят итог периода творчества группы с 1997 по 2000 гг.
В 2001 году белорусская «Музыкальная газета» назвала альбом «МС — Мастера Слова» «настоящим рэпом, настоящим андерграундом, настоящей эпохой в истории русского хип-хопа», а заглавный одноимённый трек — песней, «с которой русский рэп вышел на качественно новый уровень» и песней, «которая изменила стиль, образ и лицо русскоязычного хип-хопа, и которая по праву считается классикой отечественного рэпа».
В 2007 году главный редактор портала Rap.ru, Андрей Никитин, назвал альбом «Мастера Слова» одним из главных альбомов русского рэпа.
В 2015 году портал Rap.ru назвал альбом «Мастера Слова» самым главным альбомом группы.

## Список композиций
| №  | Название                                            | Текст песни               | Музыка     | Студия            | Длительность |
| -- | --------------------------------------------------- | ------------------------- | ---------- | ----------------- | ------------ |
| 1. | «(Все вместе) На месте» (1997)                      | Legalize                  | Legalize   | студия «2S»       | 3:57         |
| 2. | «Б. Low A. S. Пот» (1995)                           | Sir-J                     | Sir-J      | студия «Интервью» | 4:16         |
| 3. | «М. С. — Мастера Слова» (1997)                      | Sir-J, Legalize           | Legalize   | студия «2S»       | 3:54         |
| 4. | «Настоящий хип-хоп (уч. G-Wilkes)» (1997)           | Legalize, G-Wilkes        | Legalize   | студия «2S»       | 4:36         |
| 5. | «Hilarious paunkk» (1995)                           | Sir-J                     | Sir-J      | студия «Интервью» | 3:24         |
| 6. | «Гурд (уч. Бланж)» (1997)                           | Sir-J, Мелкий, Мук        | Sir-J      | M.Y.M. Recordings | 4:36         |
| 7. | «Громче музыку, громче микрофоны» (1997)            | Legalize                  | Legalize   | студия «2S»       | 5:13         |
| 8. | «Ода уходящего года (уч. Ю.Г. и Рабы Лампы)» (1999) | Грюндиг, Sir-J, С.О. Макъ | Sir-J, Кит | M.Y.M. Recordings | 4:35         |
| 9. | «Напоследок» (1997)                                 | Sir-J                     | Sir-J      | студия «Зодиак»   | 1:10         |

| №   | Название                                              | Текст песни | Музыка         | Студия            | Длительность |
| --- | ----------------------------------------------------- | ----------- | -------------- | ----------------- | ------------ |
| 10. | «(Все вместе) На месте (Sir-J Remix A)» (1999)        | Legalize    | Sir-J          | M.Y.M. Recordings | 4:26         |
| 11. | «(Все вместе) На месте (Sir-J Remix AА)» (1999)       | Legalize    | Sir-J          | M.Y.M. Recordings | 2:44         |
| 12. | «(Все вместе) На месте (Da Boogie DJ's Remix)» (1999) | Legalize    | Da Boogie Crew |                   | 3:51         |

## Участники записи
D.O.B.
- Legalize — музыка, тексты, вокал (1-12)
- Sir-J — музыка, тексты, вокал (1-12)
- Гвоздь — бэк-вокал (2)
- Грюндиг — текст, вокал (8)
- Джип — вокал (8)

запись, сведение и выпуск альбома:
- Виктор «Мутант» Шевцов, студия «2S» (1, 3, 4, 7)
- Кит, «M.Y.M. Recordings» (6, 8, 10, 11)
- Ян Сурвилло «Ян И. С.», «M.Y.M. Recordings» (6, 8, 10, 11)
- Александр Корнышев, студия «Интервью» (2, 5, 9)
- DJ Пахан, студия «Зодиак» (9)

## Подробности
- Название «Мастера Слова» является вольным переводом значения слова «MC» — Мастер Церемонии.
- Это второй альбом D.O.B., записанный с Лигалайзом. Всего было три альбома, записанных Сирджеем и Лигалайзом совместно: «Rushun Roolett» (1997), «Мастера Слова» (2000) и «Короли Андеграунда» (2004).
- Песня «Настоящий хип-хоп», написанная Лигалайзом и Джи Вилксом (Big Black Boots) в 1997 году, была перезаписана Лигалайзом и N’Pans'ом для альбома «Рифмомафия» группы «Легальный Бизне$$» в 1999 году.

## Семплы
Информация о семплах была взята с сайта WhoSampled.
«(Все вместе) На месте»
- Владимир Трошин — «Журавли» (1961)

«М. С. — Мастера Слова»
- Владимир Трошин — «Тишина» (1958)

«Настоящий хип-хоп»
- ВИА «Красные Маки» — «Давай попробуем вернуть» (1980)

«Громче музыку, громче микрофоны»
- Майя Кристалинская — «Колыбельная» (1967)

«Ода уходящего года»
- ВИА «Песняры» — «Березовый сок» (1973)